# Kanton Neuves-Maisons
Kanton Neuves-Maisons (fr. Canton de Neuves-Maisons) je francouzský kanton v departementu Meurthe-et-Moselle v regionu Lotrinsko. Tvoří ho devět obcí.

## Obce kantonu
od roku 2015:
- Bainville-sur-Madon
- Chaligny
- Chavigny
- Flavigny-sur-Moselle
- Frolois
- Maizières
- Maron
- Méréville
- Messein
- Neuves-Maisons
- Pont-Saint-Vincent
- Pulligny
- Richardménil
- Sexey-aux-Forges

před rokem 2015:
- Bainville-sur-Madon
- Chaligny
- Chavigny
- Maizières
- Maron
- Méréville
- Messein
- Neuves-Maisons
- Pont-Saint-Vincent